# Estación Biobío
Biobío —originalmente llamada San Pedro— fue una estación de ferrocarriles al lado de la ribera sur del Biobío en Concepción, parte del subramal Concepción-Curanilahue.

## Historia
Fue construida junto con el Ramal Concepción-Curanilahue, que en la década de 1950 pasó a los Ferrocarriles del Estado. Su edificio se ubicaba en la comuna de San Pedro de la Paz, junto al actual eje Avenida Pedro Aguirre Cerda. El 13 de septiembre de 1933 el nombre de la estación San Pedro fue cambiado a Bío-Bío.
Los patios de esta estación fueron electrificados a fines de la década de 1980, cuando eran ocupados para el servicio de carga, dado que a fines de la década de 1970 ya habían dejado de correr servicios normales de pasajeros. Eventualmente, se hicieron servicios especiales después de esa fecha, pero de carácter turístico o servicios especiales.
Con el Plan Biovías, el patio de la estación fue desplazado unos metros hacia el norte para dar cabida al rediseño de la Avenida Pedro Aguirre Cerda. También el edificio estación fue demolido, y las nuevas instalaciones para pasajeros fueron desplazadas unos 600 m al oeste. La nueva estación, que fue inaugurada el 24 de noviembre de 2005, fue Juan Pablo II, siendo la continuadora de esta estación. Es posible ver en algunos documentos aun el nombre de Biobío.